# Eminescu, eternul Phoenix
Eminescu, eternul Phoenix, cu subtitlul „Simboluri ale imaginarului eminescian în muzica românească”, este o compilație promoțională cu piese din repertoriul formației Phoenix, apărută în anul 2018 și distribuită împreună cu o broșură ce conține articole despre poetul Mihai Eminescu și despre prezența versurilor acestuia în muzica rock și folk românească, din perspectivă estetică și istorică, începând cu anii '60 ai secolului trecut. Apariția acestui disc a fost prilejuită de evenimentul „Eminescu, eternul Phoenix” organizat de Asociația Ance Europe la data de 28 ianuarie 2018 la Palatul Noblesse din București, unde, alături de grupul Phoenix, care a susținut un microrecital, au mai participat jurnalistul și criticul muzical Doru Ionescu, eminescologul George Anca și muzicianul Stelu Enache. De asemenea, evenimentul a inclus proiecția unui montaj de filme de animație inspirate din albumul Cantafabule (1975). Compilația de față conține o selecție de piese din repertoriul Phoenix, două dintre ele pe versuri de Eminescu: „Mircea (Scrisoarea a III-a)”, interpretată vocal de Costin Adam, și „Bătrânul Phoenix”, cu vocea lui Nicu Covaci și compusă de acesta după poezia „Un Phoenix e o pasăre-n vechime” (scrisă în 1882). Ultima piesă de pe disc, „Fie să renască”, reprezintă o versiune refăcută a melodiei „Phoenix” (de pe Cantafabule), cu o strofă nouă adăugată. Această versiune nu a fost editată anterior pe vreun suport audio, fiind înregistrată în 5 noiembrie 2015, pe fondul protestelor de stradă generate de tragedia de la Colectiv. 

## Piese
1. Pasărea Phoenix Cantafabule (1975)
2. Balada (C. Porumbescu) În umbra marelui urs (2000)
3. Strunga Mugur de fluier (1974)
4. Ochii negri, ochi de țigan Mugur de fluier (1974)
5. Cânticlu a cucuveauăliei Cantafabule (1975)
6. Pașa Hassan Vino, Țepeș! (2014)
7. Mircea (Scrisoarea a III-a) Vino, Țepeș! (2014)
8. Delfinul, dulce dulful nostru Cantafabule (1975)
9. Norocul inorogului Cantafabule (1975)
10. Bătrânul Phoenix Vino, Țepeș! (2014)
11. Fie să renască needitată anterior (2015)

Muzică: Nicolae Covaci (1, 3, 4, 5, 6, 7, 8, 9, 10, 11); Ciprian Porumbescu (2)

Versuri: Șerban Foarță și Andrei Ujică (1, 8, 9, 11); Vasile Alecsandri (3); Victor Cârcu (4); text popular macedoromân (5); adaptare după George Coșbuc (6); adaptare după Mihai Eminescu (7, 10); Philippe de Thaon (9)